# یه یه یهس
یه یه یهس (به انگلیسی: Yeah Yeah Yeahs) نام گروه ایندی راک آمریکایی است که در سال ۲۰۰۰ در نیویورک تشکیل شد. براساس مصاحبه‌ای که در تلویزیون ای‌بی‌سی پخش شد نام گروه برگفته از زبان اصلی نیویورکی است. یه یه یهس سه آلبوم استودیویی ضبط کرده است. آلبوم دوم گروه (استخوان‌هایت را نشان بده) دومین بهترین آلبوم سال از نظر مجله ان‌ام‌ای انتخاب شد.

## سبک موسیقی
منتقد مجله تایم نیوز استایل موسیقی یه یه یهس را اینطور توصیف می‌کند: «آرت راکی سه‌نفره که بر لبه پست-پانک و موسیقی رقصی حاصل از ترکیب بلاندی و سوزی اند د بنشیز ایستاده است.»

## ترانه‌شناسی
آلبوم‌های استودیویی
- فیور تو تل (۲۰۰۳)
- استخوان‌هایت را نشان بده (۲۰۰۶)
- ایتس بلیتز! (۲۰۰۹)
- موسکیتو (۲۰۱۳)
- کول ایت داون (۲۰۲۲)